# Carlos Bernal García
Carlos Bernal García fue un militar español que participó en la guerra civil española.

## Biografía
Bernal ingresó en el Ejército el 28 de agosto de 1889 y realizó sus estudios en la Academia General Militar de Toledo.
Al comienzo de la contienda ostentaba el rango de General de brigada, perteneciente al arma de ingenieros.
En julio de 1936 ejerció brevemente el cargo de Subsecretario de guerra. Poco después se puso al frente de una columna que combatió en la Sierra de Guadarrama, manteniendo el mando del sector de Somosierra hasta que fue sustituido por el comandante Enrique Jurado a comienzos de septiembre. A partir de entonces se hizo cargo de una división administrativa que se había creado en Albacete, donde se estaban formando nuevas unidades militares y las futuras Brigadas internacionales. Seguiría al frente de este puesto hasta el 21 de junio de 1937. El historiador Hugh Thomas comenta que Bernal se hizo conocido en el Ejército republicano por sus ideas antirrevolucionarias.
En junio de 1937 fue nombrado a cargo de la Inspección del sur, encargada de coordinar los cuerpos de ejército republicannos que cubrían Extremadura y Andalucía, posición que mantuvo hasta abril de 1938. Posteriormente sería nombrado director general de los Servicios de retaguardia y transporte del Ejército. 
Hacia el final de la guerra ostentaba el puesto de comandante de la Base Naval de Cartagena, sede de la Marina de guerra republicana. En calidad de tal, el 16 de febrero de 1939 estuvo presidente en una reunión celebrada en el Aeródromo de Los Llanos en la que, junto a otros militares y el presidente Juan Negrín, se mostró contrario a continuar la contienda. El 4 de marzo fue sustituido al frente de la Base naval por el coronel Francisco Galán, lo que acto seguido provocó la rebelión de militares y marinos de la base. Poco después sería nombrado gobernador militar de Madrid por el coronel Casado, tras el llamado golpe de Casado.
Capturado por el Ejército franquista, fue encarcelado y falleció mientras se encontraba en prisión.